# Maretz
Maretz is een gemeente in het Franse Noorderdepartement (Frans: département du Nord) (regio Hauts-de-France). De plaats maakt deel uit van het arrondissement Cambrai. Maretz telde op 1 januari 2022 1.403 inwoners.

## Geografie
De oppervlakte van Maretz bedroeg op 1 januari 2022 11,28 vierkante kilometer; de bevolkingsdichtheid was toen 124,4 inwoners per km².

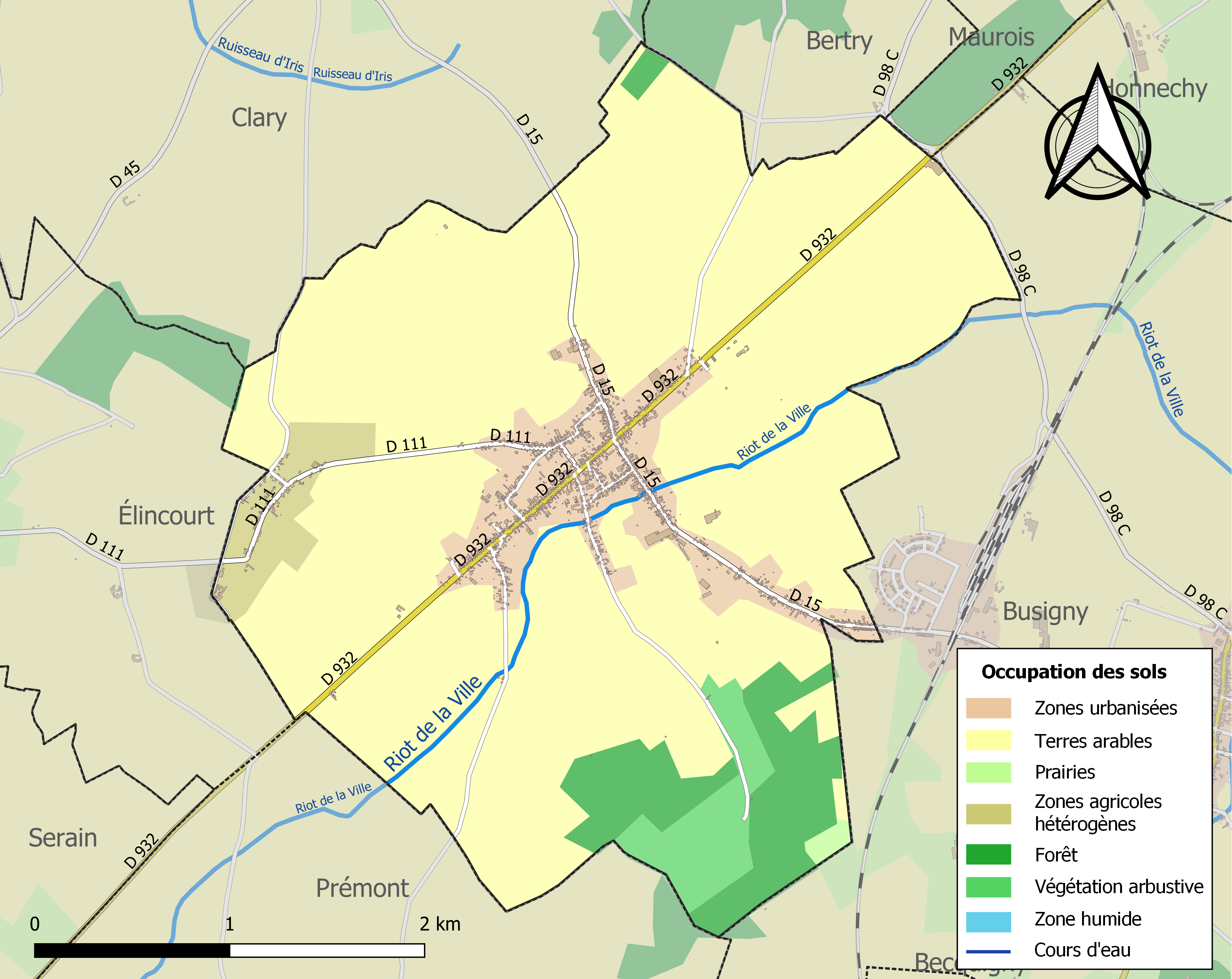
Kaart van de gemeente met belangrijkste infrastructuur, bodemgebruik en omliggende gemeenten

## Demografie
Onderstaande figuur toont het verloop van het inwonertal (bron: INSEE-tellingen).